# V406 Большого Пса
V406 Большого Пса (лат. V406 Canis Majoris) — одиночная переменная звезда в созвездии Большого Пса на расстоянии (вычисленном из значения параллакса) приблизительно 15606 световых лет (около 4785 парсеков) от Солнца. Видимая звёздная величина звезды — от +16,09m до +16,07m.

## Характеристики
V406 Большого Пса — переменная звезда типа Гаммы Золотой Рыбы (GDOR:).